# Helminthologie
L’helminthologie est la discipline scientifique qui a pour objet les helminthes (vers parasites), dont elle étudie la taxonomie et les effets sur leurs hôtes. Il dérive du mot grec « ἕλμινς (helmins) », signifiant « ver ».

## Histoire
Le XVIIIe siècle et début du XIXe siècle voit une importante vague de publications en helminthologie, tels que les travaux de Félix Dujardin, William Benham (zoologiste) (en), Peter Simon Pallas, Marcus Élieser Bloch, Otto Friedrich Müller, Johann August Ephraim Goeze, Friedrich Albert von Zenker, Charles Wardell Stiles, Karl Asmund Rudolphi, Otto Friedrich Bernhard von Linstow (en) et Johann Gottfried Bremser.